# しまなみぽたぽた
『しまなみぽたぽた』は、東屋めめによる日本の漫画作品。ウェブコミック配信サイト『まんがライフWIN』（竹書房）にて2022年5月21日より連載中。

## あらすじ
東京から愛媛に転校してきた女子高生ななみが気ままに自転車散歩をする「ポタリング部」へ入部する。仲間達との「制服×自転車×ご当地」物語である。

## 書誌情報
- 東屋めめ『しまなみぽたぽた』竹書房 〈バンブーコミックス〉、既刊3巻（2025年6月17日現在）
  1. 2023年6月15日発売[4][5]、ISBN 978-4-8019-8066-2
  2. 2024年6月17日発売[6][7]、ISBN 978-4-8019-8327-4
  3. 2025年6月17日発売[8]、ISBN 978-4-8019-8668-8